# Jordi López Felpeto
Jordi López Felpeto (Cardedeu, 28 de febrer de 1981) és un exfutbolista i entrenador català. Ocupava la posició de migcampista i fou campió de la Copa de la UEFA de 2006.

## Trajectòria esportiva
Jordi López es va formar al planter del F. C. Cardedeu (el seu poble natal). També va passar pel C. E. Sabadell de Segona B. Posteriorment va militar als equips filials del FC Barcelona i del Reial Madrid. Amb els madrilenys hi debuta a la primera divisió, jugant dos partits a la campanya 03/04. L'any següent fitxa pel Sevilla FC. Al conjunt andalús hi milita dues temporades, en les quals hi guanya la Copa de la UEFA del 2006.
L'estiu del 2006 fitxa pel RCD Mallorca, sent cedit a l'any següent al Racing de Santander, on va ser suplent. A l'acabar la cessió, deixa el Mallorca i marxa a les illes Britàniques.
Comença entrenant amb Portsmouth FC. L'agost de 2008 va fer una prova per al Blackburn Rovers FC. Sense èxit en ambdós casos, hi retorna al Mallorca, on s'entrena pel seu compte durant la primera meitat de la temporada 08/09, sense disputar cap minut. Al desembre del 2008 surt del club, i un mes després, està a punt de fitxar per un altre conjunt anglès, el Birmingham City FC, però no passa la prova mèdica. Finalment, s'incorpora al Queens Park Rangers FC, amb qui finalitza la temporada. L'estiu del 2009 fitxa pel Swansea City AFC.
Deixa el regne Unit el gener de 2011, iniciant un periple que el porta als Països Baixos (SBV Vitesse), Grècia (OFI Creta) i Ucraïna (Hoverla). Torna a Catalunya l'estiu de 2013, on disputarà tres temporades a la UE Llagostera i una darrera al CE Sabadell, on es retira el juny de 2017.
És entrenador de futbol des del 2018.